# Canton de Beaucaire
Pour les articles homonymes, voir Beaucaire.
Le canton de Beaucaire est une division administrative du département du Gard, dans l’arrondissement de Nîmes.

## Histoire
Le canton de Beaucaire a été créé en 1958.
Un nouveau découpage territorial du Gard entre en vigueur à l'occasion des élections départementales de mars 2015, défini par le décret du 24 février 2014, en application des lois du 17 mai 2013 (loi organique 2013-402 et loi 2013-403). Les conseillers départementaux sont, à compter de ces élections, élus au scrutin majoritaire binominal mixte. Les électeurs de chaque canton élisent au Conseil départemental, nouvelle appellation du Conseil général, deux membres de sexe différent, qui se présentent en binôme de candidats. Les conseillers départementaux sont élus pour 6 ans au scrutin binominal majoritaire à deux tours, l'accès au second tour nécessitant 12,5 % des inscrits au 1er tour. En outre la totalité des conseillers départementaux est renouvelée. Ce nouveau mode de scrutin nécessite un redécoupage des cantons dont le nombre est divisé par deux avec arrondi à l'unité impaire supérieure si ce nombre n'est pas entier impair, assorti de conditions de seuils minimaux. Dans le Gard, le nombre de cantons passe ainsi de 46 à 23. Le nombre de communes du canton de Beaucaire passe de 5 à 7.
Le nouveau canton de Beaucaire est formé de communes des anciens cantons d'Aramon (2 communes) et de Beaucaire (5 communes). Le canton est entièrement inclus dans l'arrondissement de Nîmes. Le bureau centralisateur est situé à Beaucaire.

## Représentation

### Juges de paix
| Période | Période | Identité              | Fonction précédente                             | Observation |
| ------- | ------- | --------------------- | ----------------------------------------------- | ----------- |
| 1813    | 1831    | Louis de Chateaubrun  |                                                 | -           |
| 1831    | 1833    | Grilliet              |                                                 | -           |
| 1833    | 1835    | Jean Mammès           | Juge de paix du canton d'Aigues-Mortes          | -           |
| 1835    | 1840    | Jean-Baptiste Goubier |                                                 | -           |
| 1840    | 1848    | Joseph Genovier       |                                                 | -           |
| 1848    | 1849    | Louis de Mairard      |                                                 | -           |
| 1849    | 1849    | Aubert                |                                                 | -           |
| 1849    | 1876    | Joseph Anthoine       |                                                 | -           |
| 1876    | 1879    | Pierre Bertrand       | Juge de paix du canton d'Aramon                 | -           |
| 1879    | 1882    | Vincent               | Juge de paix du canton d'Aubenas                | -           |
| 1882    | 1883    | François Baret        | Juge de paix du canton de Saint-Tropez          | -           |
| 1883    | 1884    | Laurent Rol           | Juge de paix du canton de Peyrolles-en-Provence | -           |
| 1884    | 1900    | Frédéric Martin       | Juge de paix du canton de Lédignan              | -           |
| 1900    | 1924    | Mersadier             | Juge de paix du canton de Lussan                | -           |
| 1924    | 1936    | Phoebus Jouve         | Juge de paix du canton de Saint-Gilles          | -           |
| 1944    | 1955    | Pierre Rigal          | Juge de paix du canton de Clermont-l'Hérault    | -           |

### Conseillers d'arrondissement
| Période                                  | Période          | Identité                   | Étiquette          | Qualité                                  |
| ---------------------------------------- | ---------------- | -------------------------- | ------------------ | ---------------------------------------- |
| 1833                                     | 1836             | Alphonse Boyer (1799-1866) |                    | Avocat à Nîmes                           |
| 1836                                     | 1836 (démission) | M. Bertrand                |                    | Propriétaire à Beaucaire                 |
| 1836                                     | 1838             | siège vacant               |                    |                                          |
| 1838                                     | 1845             | Alexandre Eyssette         |                    | Notaire à Beaucaire                      |
| 1845                                     | 1848             | Joseph Genovier            |                    | Juge de paix du canton                   |
| 1848                                     | 1852             | Benoît Dassac              |                    | Propriétaire et tanneur à Beaucaire      |
| 1852                                     | 1871             | Charles Domergue           |                    | Propriétaire à Beaucaire                 |
| 1871                                     | 1880             | Pierre Dupuy               | Républicain        | Propriétaire à Bellegarde                |
| 1880                                     | 1889             | Honoré Faïsse              | Républicain        | Maire de Fourques                        |
| 1889                                     | 1898             | Hilarion Michel            |                    | Propriétaire-agriculteur à Bellegarde    |
| 1898                                     | 1901             | Alphonse Feuillas          |                    | Boulanger à Fourques                     |
| 1901                                     | 1904             | Charles Delorme            | Républicain        | Distillateur à Beaucaire                 |
| 1904                                     | 1910             | Baptiste Dubois            | Radical-socialiste | Maire de Bellegarde                      |
| 1910                                     | 1919             | Pierre Bon                 | SFIO               | Propriétaire à Jonquières                |
| 1919                                     | 1922             | Achille Auzillon           |                    | Maire de Bellegarde                      |
| 1922                                     | 1928             | Paul Blanchon              | Radical-socialiste | Président du Syndicat des digues du Gard |
| 1928                                     | 1934             | Augustin Agniel            | Radical-socialiste | Maire de Jonquières                      |
| 1934                                     | 1940             | Théophile Drago            | SFIO               | Négociant à Beaucaire                    |
| Les données manquantes sont à compléter. |                  |                            |                    |                                          |

### Conseillers généraux
| Période | Période           | Identité                             | Étiquette    | Qualité |
| ------- | ----------------- | ------------------------------------ | ------------ | --- |
| 1833    | 1836              | Jean d'Anglas de Malherbes           |              | Propriétaire, maire de Beaucaire |
| 1836    | 1845              | Jean Tavernel                        |              | Maire de Beaucaire |
| 1845    | 1848              | Alexandre Eyssette                   |              | Notaire, historien, maire de Beaucaire, conseiller d'arrondissement |
| 1848    | 1858              | Jean d'Anglas de Malherbes           |              | Propriétaire, maire de Beaucaire |
| 1858    | 1871              | Gaston Goirand de Labaume            |              | Premier Président honoraire à la Cour Impériale de Nîmes |
| 1871    | 1877              | Eugène Vigne                         | Républicain  | Négociant en bois, conseiller municipal de Beaucaire |
| 1877    | 1886              | Edgar Carcassonne                    | Républicain  | Avocat à Beaucaire |
| 1886    | 1892 (démission)  | Aimé Albert Amédée Puech (1837-1899) |              | Négociant à Beaucaire |
| 1892    | 1896 (annulation) | Henri Bimar                          | Républicain  | Négociant à Beaucaire |
| 1896    | 1901              | Gabriel Arod                         | Républicain  | Négociant Maire de Beaucaire |
| 1901    | 1913              | Louis Michel                         | Rad.         | Négociant, maire de Beaucaire |
| 1913    | 1916 (décès)      | Philippe Basset                      | SFIO         | Maire de Beaucaire |
| 1916    | 1919              | siège vacant                         |              | |
| 1919    | 1931 (démission)  | Louis Méjan                          | Rad.         | Préfet Sénateur du Gard (1924-1931) |
| 1931    | 1940              | Léon Gerboud                         | Rad.         | Négociant à Beaucaire |
|         |                   |                                      |              | |
| 1942    | 1945              | Paul Dardé (1889-1978)               |              | Médecin Maire de Beaucaire (1941-1943) Nommé conseiller départemental en 1942 |
|         |                   |                                      |              | |
| 1945    | 1951              | Elisée Daumas                        | SFIO         | Courtier en vins à Beaucaire |
| 1951    | 1958              | Maurice Sablier                      | SFIO         | Percepteur Maire de Beaucaire (1935-1941, 1944-1953) |
| 1958    | 1976              | Joseph Cartier                       | DVD puis CDP | Président des Transporteurs routiers Suppléant du député Jean Poudevigne (1958-1973) Vice-président du Conseil général                                                                                               |
| 1976    | 1982              | José Boyer (1913-2004)               | PCF          | Instituteur Maire de Beaucaire (1959-1983) Suppléant de la députée Gilberte Roca (1962, élection annulée) |
| 1982    | 2001              | Bernard Deschamps                    | PCF          | Instituteur Député de la 2e circonscription du Gard (1978-1981) et (1986-1988) |
| 2001    | 2008              | Élie Bataille                        | UMP          | Ingénieur Maire de Bellegarde (1995-2008) Président de la Communauté de communes Beaucaire-Terre d'Argence (2002-2008)                                                                                               |
| 2008    | 2015              | Juan Antoine Martinez                | PS           | Maire de Bellegarde depuis 2008 Vice-président du Conseil général Président de la Communauté de communes Beaucaire-Terre d'Argence (à partir de 2008) Député suppléant de la 1re circonscription du Gard (2012-2017) |

Le canton est inclus dans la Première circonscription du Gard.

### Conseillers départementaux
| Période élective | Période élective | Mandat | Mandat   | Identité           | Nuance | Nuance | Qualité                                                          |
| ---------------- | ---------------- | ------ | -------- | ------------------ | ------ | ------ | ---------------------------------------------------------------- |
| 2015             | 2021             | 2015   | 2021     | Sandrine Corbière  |        | RN     | Aide-soignante                                                   |
| 2015             | 2021             | 2015   | 2021     | Jean-Pierre Fuster |        | RN     | Chef d'entreprise 1er Adjoint au maire de Beaucaire (2014-2020)  |
| 2021             | 2028             | 2021   | en cours | Jean-Pierre Fuster |        | RN     | Conseiller sortant, suppléant du député Yoann Gillet depuis 2024 |
| 2021             | 2028             | 2021   | en cours | Élisabeth Mondet   |        | RN     | Médecin généraliste Adjointe au maire de Beaucaire               |

### Résultats détaillés

#### Élections de mars 2015
À l'issue du 1er tour des élections départementales de 2015, deux binômes sont en ballottage : Sandrine Corbière et Jean-Pierre Fuster (FN, 49,28 %) et Juan Martinez et Delphine Poirier (DVG, 22,49 %). Le taux de participation est de 55,77 % (14 065 votants sur 25 218 inscrits) contre 53,96 % au niveau départemental et 50,17 % au niveau national.
Au second tour, Sandrine Corbière et Jean-Pierre Fuster (FN) sont élus avec 55,10 % des suffrages exprimés et un taux de participation de 60,40 % (7 785 voix pour 15 232 votants et 25 219 inscrits).

#### Élections de juin 2021
Le premier tour des élections départementales de 2021 est marqué par un très faible taux de participation (33,26 % au niveau national). Dans le canton de Beaucaire, ce taux de participation est de 34,13 % (8 952 votants sur 26 231 inscrits) contre 33,46 % au niveau départemental. À l'issue de ce premier tour, deux binômes sont en ballottage : Jean-Pierre Fuster et Élisabeth Mondet (RN, 51,72 %) et Catherine Chardon Climent et Frédéric Etienne (Divers, 17,67 %).
Le second tour des élections est marqué une nouvelle fois par une abstention massive équivalente au premier tour. Les taux de participation sont de 34,36 % au niveau national, 34,93 % dans le département et 36,09 % dans le canton de Beaucaire. Jean-Pierre Fuster et Élisabeth Mondet (RN) sont élus avec 57,06 % des suffrages exprimés (5 089 voix pour 9 469 votants et 26 234 inscrits),,. 

## Composition

### Composition avant 2015
Le canton regroupait cinq communes.
| Nom                      | Code Insee | Codepostal | Superficie (km2) | Population (dernière pop. légale) | Densité (hab./km2) |
| ------------------------ | ---------- | ---------- | ---------------- | --------------------------------- | ------------------ |
| Beaucaire (chef-lieu)    | 30032      | 30300      | 86,52            | 15 860 (2012)                     | 183                |
| Bellegarde               | 30034      | 30127      | 44,96            | 6 500 (2012)                      | 145                |
| Fourques                 | 30117      | 30300      | 38,24            | 2 873 (2012)                      | 75                 |

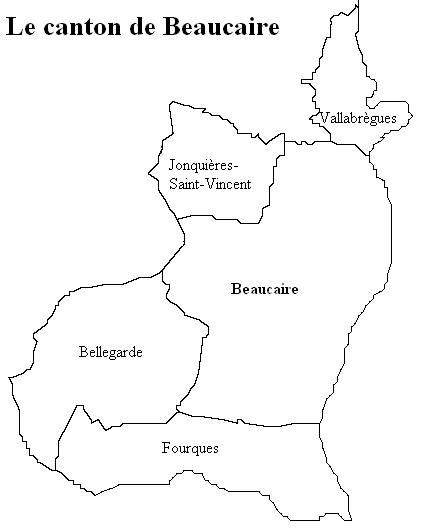
Carte du canton avant 2015

| Jonquières-Saint-Vincent | 30135      | 30300      | 21,32            | 3 522 (2012)                      | 165                |
| Vallabrègues             | 30336      | 30300      | 14,33            | 1 368 (2012)                      | 95                 |

### Composition à partir de 2015
Le nouveau canton de Beaucaire comprend sept communes entières.
| Nom                               | Code Insee | Intercommunalité             | Superficie (km2) | Population (dernière pop. légale) | Densité (hab./km2) | Modifier                                    |
| --------------------------------- | ---------- | ---------------------------- | ---------------- | --------------------------------- | ------------------ | ------------------------------------------- |
| Beaucaire (bureau centralisateur) | 30032      | CC Beaucaire Terre d'Argence | 86,52            | 15 695 (2022)                     | 181                | modifier les données · modifier les données |
| Aramon                            | 30012      | CC du Pont du Gard           | 31,16            | 4 082 (2022)                      | 131                | modifier les données · modifier les données |
| Bellegarde                        | 30034      | CC Beaucaire Terre d'Argence | 44,96            | 7 929 (2022)                      | 176                | modifier les données · modifier les données |
| Comps                             | 30089      | CC du Pont du Gard           | 8,60             | 1 703 (2022)                      | 198                | modifier les données · modifier les données |
| Fourques                          | 30117      | CC Beaucaire Terre d'Argence | 38,24            | 2 701 (2022)                      | 71                 | modifier les données · modifier les données |
| Jonquières-Saint-Vincent          | 30135      | CC Beaucaire Terre d'Argence | 21,32            | 3 886 (2022)                      | 182                | modifier les données · modifier les données |
| Vallabrègues                      | 30336      | CC Beaucaire Terre d'Argence | 14,33            | 1 376 (2022)                      | 96                 | modifier les données · modifier les données |
| Canton de Beaucaire               | 3006       |                              | 245,13           | 37 372 (2022)                     | 152                | modifier les données                        |

## Démographie

### Démographie avant 2015
| 1962   | 1968   | 1975   | 1982   | 1990   | 1999   | 2006   | 2011   | 2012   |
| ------ | ------ | ------ | ------ | ------ | ------ | ------ | ------ | ------ |
| 17 429 | 19 811 | 20 023 | 21 596 | 23 435 | 25 147 | 28 161 | 29 933 | 30 123 |

### Démographie depuis 2015
En 2022, le canton comptait 37 372 habitants, en évolution de +1,26 % par rapport à 2016 (Gard : +2,97 %, France hors Mayotte : +2,11 %).
| 2013   | 2018   | 2022   |
| ------ | ------ | ------ |
| 36 058 | 37 028 | 37 372 |

## Patrimoine

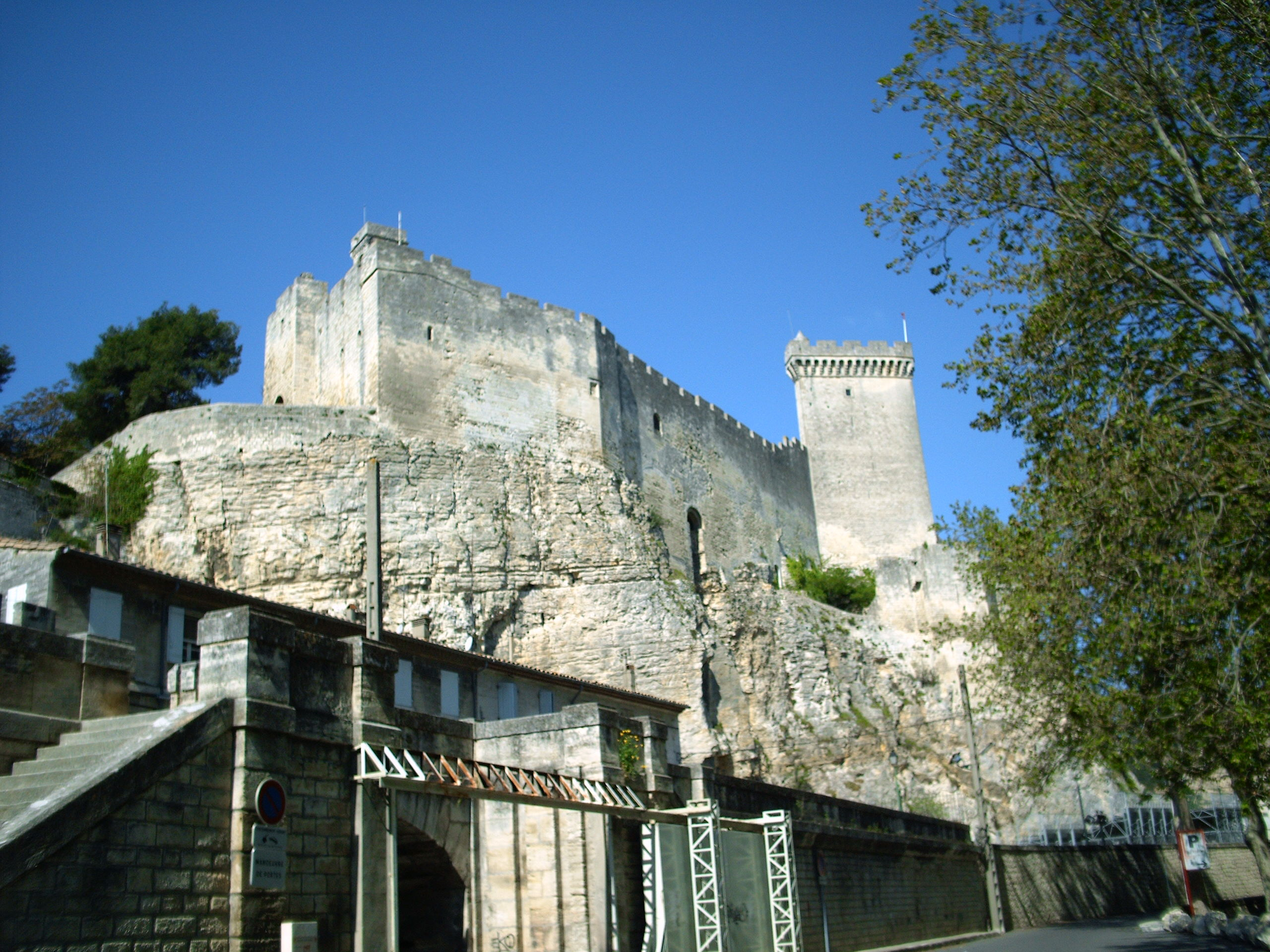
Le château de Beaucaire
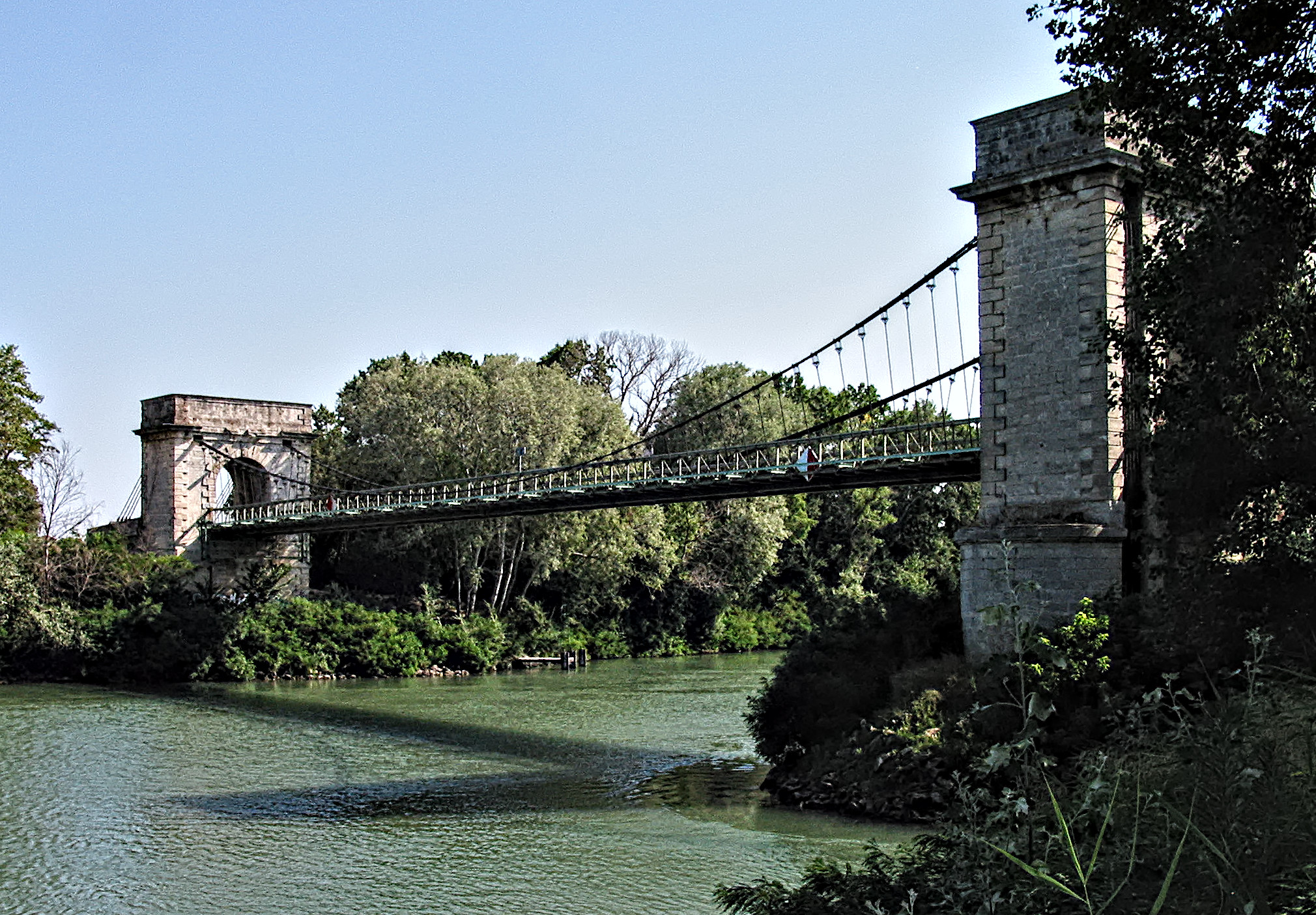
Pont historique sur le Petit Rhône de Arles-Trinquetaille - Fourques